# 滨河圣克莱芒
滨河圣克莱芒（法語：Saint-Clément-de-Rivière，法語發音：[sɛ̃ klemɑ̃ də ʁivjɛʁ]）是法国埃罗省的一个市镇，位于该省东部，省会蒙彼利埃市区以北，属于蒙彼利埃区。

## 地理
滨河圣克莱芒（43°41'1"N, 3°50'47"E）面积12.73 平方千米，位于法国奧克西塔尼大區埃罗省，该省份为法国南部沿海省份，南濒地中海，西南接奥德省，西北接塔恩省和阿韦龙省，东北与加尔省接壤。
与滨河圣克莱芒接壤的市镇（或旧市镇、城区）包括：普拉德勒莱兹、蒙彼利埃、格拉贝勒、莱马泰勒、莱兹河畔蒙费里耶、圣热利迪费斯克。

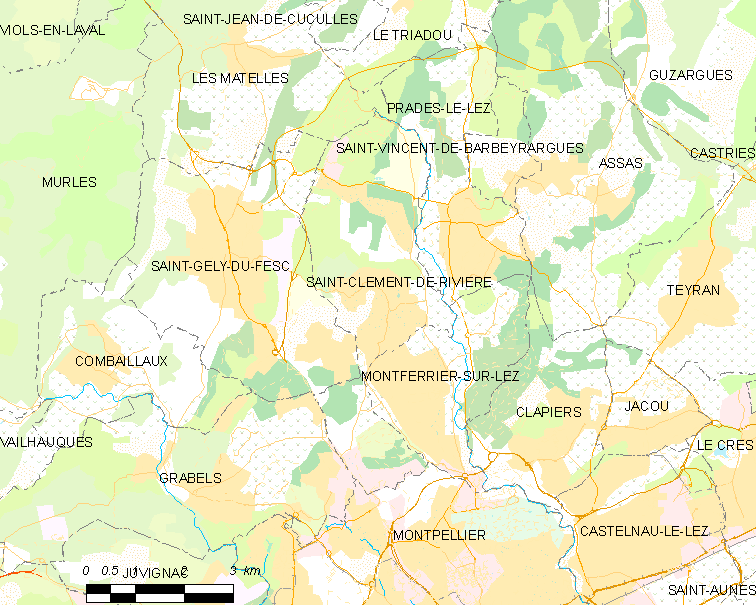
滨河圣克莱芒的OSM定位图

滨河圣克莱芒的时区为UTC+01:00、UTC+02:00（夏令时）。

## 行政
滨河圣克莱芒的邮政编码为34980，INSEE市镇编码为34247。

## 政治
滨河圣克莱芒所属的省级选区为圣热利迪费斯克县。

## 人口

1962-2008年间滨河圣克莱芒人口变化图示

滨河圣克莱芒于2022年1月1日时的人口数量为5140人。